# Ironman Lake Placid
L'Ironman Lake Placid anciennement dénommé Ironman USA est une compétition de triathlon longue distance créée en 1999 et qui se tient depuis sa création à Lake Placid au mois de juillet. Organisé par la World Triathlon Corporation, la compétition est qualificative pour le championnat du monde d'Ironman à Hawaï pour les professionnels jusqu'en 2014.

## Histoire
La première édition de l'épreuve a lieu le 15 août 1999 et voit 1 500 triathlètes prendre le départ. Il est organisé par Graham Frazer fondateur de NA Sport et organisateur de l'Ironman Canada à Penticton. Étant le premier Ironman organisé aux  États-Unis continentale, il prend le nom d'« Ironmnan USA » et offre 80 places qualificatives pour la finale du championnat du monde à Hawaï.
Avant la création de cet événement majeur sur le sol des États-Unis, plusieurs autres compétitions offrent des dossards (Slots) qualificatifs pour Hawaï sans utiliser la marque de la World Triathlon Corporation. Le Vineman Triathlon, ou le Wildfower Triathlon qui offrent 28 dossards chacun pour les amateurs et une quinzaine de places pour les professionnels. Le seul évènement labellisé Ironman sur le  territoire hors Hawaï a été le Ricoh Ironman U.S. Championship de Los Angeles en 1983.
En 2008, la World Triathlon Corporation (WTC) intègre les courses du circuit dans son organisation et n'octroie plus de licence Ironman sur le territoire des États-Unis aux opérateurs indépendantsv. La société organisatrice de l'épreuve dont les actions sont détenus par son fondateur Graham Frazer, sont rachetés par la WTC qui prend en charge l'organisation à compter de cette édition
Au fil du temps le nombre de dossards qualificatifs (Slot) pour les amateurs se réduit, passant d'une centaine en 2000 à 40 en 2016. En 2015, l'Ironman Lake placid est réservé uniquement aux amateurs et ne décerne plus de prime, ni ne point au Kona Point Ranking pour le triathlètes professionnels. Pour 2016 la WTC annonce une prime de 50 000 dollars pour les triathlètes féminines professionnelles uniquement, l'Ironman Whislter au Canada proposant la même prime aux triathlètes masculins.

## Palmarès
| Date | Médaille d'or           | Temps           | Médaille d'argent   | Temps           | Médaille de bronze | Temps           |
| ---- | ----------------------- | --------------- | ------------------- | --------------- | ------------------ | --------------- |
| 2024 | Trevor Foley            | 7 h 55 min 23 s | Matthew Marquardt   | 7 h 57 min 14 s | Lionel Sanders     | 8 h 5 min 39 s  |
| 2023 | Joe Skipper             | 8 h 3 min 45 s  | Ben Hoffman         | 8 h 6 min 5 s   | Matt Hanson        | 8 h 9 min 50 s  |
| 2022 | Cody Beals              | 8 h 15 min 10 s | Michael Weiss       | 8 h 17 min 3 s  | Pamphiel Pareyn    | 8 h 23 min 25 s |
| 2021 | Rasmus Svenningsson     | 8 h 13 min 24 s | Arnaud Guilloux     | 8 h 23 min 12 s | Joe Skipper        | 8 h 24 min 0 s  |
| 2019 | Matthew Russell         | 8 h 27 min 57 s | Joseph Gambles      | 8 h 33 min 26 s | Marc Duelsen       | 8 h 37 min 1 s  |
| 2017 | Brent McMahon           | 8 h 13 min 53 s | Andy Potts          | 8 h 37 min 46 s | Justin Daerr       | 8 h 45 min 40 s |
| 2014 | Kyle Buckingham         | 8 h 58 min 43 s | Balázs Csőke        | 9 h 11 min 26 s | Jonathan Shearon   | 9 h 19 min 22 s |
| 2013 | Andy Potts -2-          | 8 h 43 min 29 s | Daniel Fontana      | 8 h 48 min 29 s | Ian Mikelson       | 8 h 51 min 7 s  |
| 2012 | Andy Potts -1-          | 8 h 25 min 7 s  | Pete Jacobs         | 8 h 56 min 49 s | Romain Guillaume   | 9 h 8 min 57 s  |
| 2011 | TJ Tollakson            | 8 h 25 min 15 s | Ben Hoffman         | 8 h 33 min 29 s | Jason Shortis      | 8 h 47 min 18 s |
| 2010 | Ben Hoffman             | 8 h 39 min 34 s | Petr Vabroušek      | 8 h 46 min 33 s | Maik Twelsiek      | 8 h 48 min 33 s |
| 2009 | Maik Twelsiek           | 8 h 36 min 37 s | Christian Brader    | 8 h 56 min 35 s | Jason Shortis      | 8 h 58 min 9 s  |
| 2008 | Francisco Pontano       | 8 h 43 min 32 s | Petr Vabroušek      | 8 h 55 min 20 s | Mathias Hecht      | 8 h 56 min 33 s |
| 2007 | Alex Mroszczyk-McDonald | 9 h 16 min 2 s  | Pierre Lavoie       | 9 h 21 min 43 s | Craig Howie        | 9 h 25 min 25 s |
| 2006 | Viktor Zyemtsev         | 8 h 38 min 18 s | Tom Evans           | 8 h 39 min 12 s | Rutger Beke        | 8 h 46 min 44 s |
| 2004 | Simon Lessing           | 8 h 23 min 12 s | Luke Bell           | 8 h 37 min 58 s | Courtney Ogden     | 8 h 50 min 45 s |
| 2003 | Kirill Litovtchenko     | 8 h 46 min 15 s | Chris Lieto         | 8 h 53 min 24 s | Jason Shortis      | 8 h 56 min 56 s |
| 2002 | Ryan Bolton             | 8 h 39 min 19 s | Kirill Litovtchenko | 9 h 0 min 22 s  | Shingo Tan         | 9 h 19 min 53 s |
| 2001 | Steve Larsen            | 8 h 33 min 13 s | Ryan Bolton         | 8 h 41 min 54 s | Cameron Widoff     | 8 h 55 min 8 s  |
| 2000 | Cameron Widoff          | 8 h 46 min 5 s  | Jamey Yon           | 8 h 56 min 34 s | Cameron Brown      | 8 h 58 min 31 s |
| 1999 | Thomas Hellriegel       | 8 h 36 min 59 s | Jürgen Hauber       | 9 h 3 min 39 s  | Cameron Brown      | 9 h 9 min 14 s  |

| Date | Médaille d'or       | Temps           | Médaille d'argent  | Temps           | Médaille de bronze | Temps            |
| ---- | ------------------- | --------------- | ------------------ | --------------- | ------------------ | ---------------- |
| 2024 | Danielle Lewis      | 9 h 1 min 54 s  | Jackie Hering      | 9 h 6 min 26 s  | Alice Alberts      | 9 h 10 min 36 s  |
| 2023 | Alice Alberts       | 9 h 16 min 0 s  | Erin Snelgrove     | 9 h 21 min 48 s | Jen Annett         | 9 h 27 min 34 s  |
| 2022 | Sarah True          | 9 h 0 min 21 s  | Heather Jackson    | 9 h 16 min 22 s | Jodie Robertson    | 9 h 22 min 1 s   |
| 2021 | Lisa Nordén         | 9 h 11 min 25 s | Heather Jackson    | 9 h 18 min 51 s | Joanna Ryter       | 9 h 31 min 46 s  |
| 2018 | Heather Jackson -2- | 9 h 18 min 46 s | Jen Annett         | 9 h 33 min 48 s | Sarah Piampiano    | 9 h 43 min 24 s  |
| 2016 | Heather Jackson -1- | 9 h 9 min 42 s  | Annah Watkinson    | 9 h 45 min 0 s  | Alicia Kaye        | 9 h 53 min 31 s  |
| 2014 | Amber Ferreira      | 9 h 48 min 28 s | Kim Schwabenbauer  | 9 h 55 min 14 s | Lisa Roberts       | 9 h 57 min 4 s   |
| 2013 | Jennie Hansen       | 9 h 35 min 6 s  | Katy Blakemore     | 9 h 42 min 35 s | Carrie Lester      | 9 h 47 min 59 s  |
| 2012 | Jessie Donavan      | 9 h 47 min 35 s | Jennie Hansen      | 9 h 56 min 40 s | Jacqui Gordon      | 10 h 8 min 28 s  |
| 2011 | Heather Wurtele     | 9 h 19 min 3 s  | Tine Deckers       | 9 h 34 min 41 s | Tyler Stewart      | 9 h 38 min 9 s   |
| 2010 | Amy Marsh           | 9 h 27 min 30 s | Caitlin Snow       | 9 h 44 min 18 s | Lisa Marangon      | 9 h 51 min 31 s  |
| 2009 | Tereza Macel        | 9 h 29 min 36 s | Caitlin Snow       | 9 h 41 min 21 s | Samantha McGlone   | 9 h 44 min 24 s  |
| 2008 | Caitlin Shea-Kenney | 9 h 51 min 0 s  | Kim Loeffler       | 9 h 54 min 55 s | Hillary Biscay     | 9 h 58 min 45 s  |
| 2007 | Belinda Granger     | 9 h 40 min 20 s | Tyler Stewart      | 9 h 47 min 38 s | Erika Csomor       | 9 h 53 min 44 s  |
| 2005 | Heather Fuhr -5-    | 9 h 45 min 6 s  | Kim Loeffler       | 9 h 49 min 44 s | Heather Gollnick   | 10 h 1 min 47 s  |
| 2004 | Kate Major          | 9 h 24 min 42 s | Heather Fuhr       | 9 h 38 min 39 s | Joanna Lawn        | 9 h 39 min 58 s  |
| 2003 | Heather Fuhr -4-    | 9 h 51 min 55 s | Gina Kehr          | 9 h 55 min 18 s | Joanna Lawn        | 10 h 0 min 33 s  |
| 2002 | Heather Fuhr -3-    | 9 h 43 min 12 s | Joanna Lawn        | 9 h 57 min 35 s | Jackie Hatherly    | 10 h 11 min 37 s |
| 2001 | Heather Fuhr -2-    | 9 h 31 min 12 s | Joanna Zeiger      | 9 h 33 min 14 s | Laura Drake        | 9 h 51 min 57 s  |
| 2000 | Melissa Spooner     | 9 h 45 min 57 s | Juliana Nievergelt | 9 h 55 min 56 s | Barbara Buenahora  | 10 h 5 min 52 s  |
| 1999 | Heather Fuhr -1-    | 9 h 51 min 38 s | Mary Uhl           | 10 h 3 min 22 s | Jan Wanklyn        | 10 h 3 min 38 s  |